# Impatiens hoehnelii
Impatiens hoehnelii är en balsaminväxtart som beskrevs av T. C. E.Fries. Impatiens hoehnelii ingår i släktet balsaminer, och familjen balsaminväxter. Inga underarter finns listade i Catalogue of Life.